# Carlos Rojas Gutiérrez
Carlos Rojas Gutiérrez (Città del Messico, 14 novembre 1954 – Città del Messico, 17 gennaio 2024) è stato un politico messicano.

## Biografia
Di professione ingegnere, impegnato in politica con il Partito Rivoluzionario Istituzionale, ne fu segretario generale a partire dal settembre 1997 e fino al marzo 1999. Successivamente fu senatore al Congresso messicano dal 2000 al 2006.
Morì a Città del Messico il 17 gennaio 2024 all'età di 69 anni.